# Municipio de Homer (condado de Benton)
El municipio de Homer (en inglés: Homer Township) es uno de los veinte municipios ubicados en el condado de Benton en el estado estadounidense de Iowa. En el año 2000 el municipio tenía una población de 222 habitantes y una densidad poblacional de 2,4 personas por km². Su territorio incluye el de una ciudad no incorporada, Rogersville.

## Geografía
El municipio de Homer se encuentra ubicado en las coordenadas 42°04′25″N 92°13′55″O / 42.07361, -92.23194.